# Козачок, Иван Фёдорович
Иван Фёдорович Козачок (1913 год — дата смерти неизвестна) — слесарь Рыжавского сахарного комбината Министерства пищевой промышленности Украинской ССР, Черкасская область. Герой Социалистического Труда (1971).
Досрочно выполнил личные социалистические обязательства и плановые производственные задания Восьмой пятилетки (1965—1970). Указом Президиума Верховного Совета СССР от 26 апреля 1971 года «за выдающиеся успехи, достигнутые в выполнении заданий пятилетнего плана по развитию пищевой промышленности» удостоен звания Героя Социалистического Труда с вручением ордена Ленина и золотой медали Серп и Молот.